# Berrouaghia
Berrouaghia là một đô thị thuộc tỉnh Médéa, Algérie. Dân số thời điểm năm 2002 là 58.78 người.